# Jolinar's Memories (Stargate SG-1)
Jolinar's Memories (Los Recuerdos de Jolinar) es el décimo segundo episodio de la tercera temporada de la serie de televisión de ciencia ficción Stargate SG-1, y el quintuagesimo sexto capítulo de toda la serie. Corresponde a la primera parte de 2 episodios, siendo seguida por "The Devil You Know".

## Trama
Martouf visita el SGC, para informarles que Jacob/Selmak ha sido capturado por Sokar y lo ha enviado al infierno, literalmente. Él infierno es en realidad la luna Ne'tu, del planeta capital de Sokar, Delmak. Jolinar ha sido la única persona que ha logrado escapar de allí. Martouf revela además que Sokar se ha convertido en una peligrosa fuerza en la Galaxia y que Selmak está enterado de sus planes, por lo que el equipo es enviado a rescatarlo.
Utilizan una nave Tel'tak Tok'ra que viajar a Ne'tu, debido a que la luna no tiene un Portal propio. Cuando lleguen, Teal’c se quedara en la nave, mientras el resto utilizara las vainas de escape para bajar al planeta, porque solo hay cuatro de ellas. Durante el viaje, Martouf usa un dispositivo de memoria Tok'ra para acceder a los recuerdos de Jolinar, presentes en Carter, ya que Jolinar nunca dijo como logró escapar. Samantha primero logra recordar cuando su madre muere, luego un momento romántico entre Jolinar y Martouf y más adelante una escena de cómo Jolinar fue torturado por Sokar. Sin embargo no encuentran recuerdos sobre el escape.
Al llegar al planeta, encuentran un sistema de cuevas. Allí son rodeadas por los presos conducidos por un Goa'uld, llamado Nao'nak. Carter entonces logra recordar más y pide ver a Bynarr, el líder de Ne'tu, que llega pronto después de eso. Él los encarcela en la misma celda donde esta Jacob , quién se encuentra muy débil al igual que su simbionte Selmak. Bynarr luego utiliza un transportador de anillos para ir a Delmak donde se reúne Sokar y le informa lo sucedido. En Ne'tu, Jacob revela que Sokar ha creado una flota gigantesca y que planeaba usarla para destruir a los otros Señores del Sistema, dos semanas después de que él fuera capturado. Entonces se comunican con Teal'c para que informe al Alto Consejo Tok'ra sobre esto, por si no pueden huir. Carter luego es traída ante Bynarr y ella comienza a tener nuevos recuerdos sobre Jolinar, y como ella sedujo a Bynarr para huir usando los anillos transportadores de la sala de este. Después de una breve discusión, él intenta matar a Carter con su dispositivo manual, pero antes de que pueda hacer esto, su Primado Nao'nak le dispara.
Carter entonces es enviada de nuevo a la celda donde ella le informa al resto lo ocurrido. Deciden huir usando los anillos, para subir al Tel'tak de Teal'c. Lo llaman para informarle esto, pero luego Teal’c es atacado por 2 Deslizadores. El equipo entonces escapa de la celda y entra a la cámara de Bynarr, sin embargo Nao'nak los logra ver. Antes de poder activar los anillos, Nao'nak y otros presos irrumpen en el cuarto y los capturan. Allí Nao'nak revela que él es en realidad Apophis, aun con vida, pero con una gran cicatriz a la derecha en su cara.

## Artistas invitados
- Carmen Argenziano como Jacob Carter/Selmak.
- David Palffy como Sokar.
- J. R. Bourne como Martouf.
- Peter Williams como Apophis.
- Tanya Reid como Rosha/Jolinar.
- William De Vry como Aldwin.
- Bob Dawson como Bynarr.
- Dion Johnstone como Na'onak.
- Peter H. Kent como Kintac.
- Daniel Bacon como Técnico.
- Eli Gabay como Jumar.
- Christine Kennedy como la joven Samantha Carter.